# Johann Balthasar Schupp
Pour les articles homonymes, voir Schupp.
Johann Balthasar Schupp, (aussi Schuppius, Pseudonyme: Antenor, Ambrosius Mellilambius, né le 1er mars 1610 à Giessen en landgraviat de Hesse-Darmstadt, mort le 26 octobre 1661 à Hambourg), était un écrivain satirique et de lyrisme spirituel.

## Biographie
Johann Balthasar Schupp fréquente l'école dans sa ville natale et à partir de 1625 étudie la théologie et la philosophie à Marbourg. En 1628, il entreprend un voyage à travers le sud de l'Allemagne et les régions de la mer Baltique. En octobre 1630, il poursuit ses études à l'Université de Rostock, où il obtient sa maîtrise en vertu de Peter Lauremberg (de) le 18 août 1631. Il commence ensuite à enseigner à l'Université de Marburg. À partir de 1635 il est professeur d'histoire et d'éloquence à Marburg, à partir de 1643 également pasteur à l'Église Sainte-Élisabeth. En 1645, il obtient son doctorat en théologie.
Après avoir perdu tous ses biens lors de la conquête de Marburg en 1646, il devient prédicateur de la cour du Landgraviat de Hesse-Darmstadt et du consistoire à Braubach. De 1647 à 1648, il participe en tant que délégué du landgrave aux traités de Westphalie à Münster, où il tient les deux sermons de paix en 1648. Depuis 1649, il est le pasteur principal de la Jakobikirche à Hambourg, où il est célèbre pour son pouvoir de parole.
En 1657, Schupp se voit interdit de publier ses écrits satiriques à Hambourg, de sorte que ses œuvres sont publiées à Wolfenbüttel. Schupp écrit également des publications éducatives et est considéré comme un poète spirituel distingué.
Dans le dictionnaire allemand des frères Grimm, il est mentionné (sous son nom latin Schuppius) comme le premier par qui "Johan Balhorn, l'imprimeur de livres de Soost en Westphalie, qui a fait publier l'abcbuch sous une forme reproduite et améliorée.", a été mentionné dans le sens d'un homme meilleur.

## Œuvres
- Dissertatio Praeliminaris De Opinione, Johan-Balthasaris Schuppii, Eloquentiae Et Historiarum Professoris in Academia Marpurgensi. - Rintelii : Lucius, 1640. Digitalisierte Ausgabe der Bibliothèque universitaire et d'État de Düsseldorf
- Ineptus Orator. - Ed. tertia. - Marpurgi : Chemlin, 1642. Digitalisierte Ausgabe der Bibliothèque universitaire et d'État de Düsseldorf
- "Eusebia prodeumbulans", 1642
- "Aurora", 1642
- "De Arte Ditescendi Dissertatio Prior ex Avellino Ad Philosophos in Germaniä", 1645
- "Morgen- und Abendlieder", 1655
- "Gedenk daran", 1656
- "Der Rachgierige und unversöhnliche Lucidor", 1657
- "Salomo oder Regentenspiegel", 1657
- "Freund in der Not", 1657
- "Relation aus dem Parasso", 1658
- "Ein Holländisch Pratgen", 1659
- "Der geplagte Hiob", 1659
- "Dr. Lucianus", 1659
- "Eilfertiges Sendschreiben", 1659
- "Kalender", 1659
- "Abgenötigte Ehrenrettung", 1660
- "Corinna oder die ehrbare Hure", 1660
- "Ninivitischer Bußspiegel", 1667
- "Lehrreiche Schriften", 1677
- "Der schändliche Sabbathschänder", 1690